# Игор Францетић
Игор Францетић (Загреб, 21. април 1977) је хрватски веслач, освајач бронзане медаље на Олимпијским играма у Сиднеју 2000. године у трци осмераца.
Био је члан Веслачког клуба Кроација из Загреба.
Поред њега у саставу осмерца су били Игор Бораска, Никша Скелин, Синиша Скелин, Бранимир Вујевић, Томислав Смољановић, Тихомир Франковић, Крешимир Чуљак и кормилар Силвијо Петришко.
За овај успех посада осмерца са комиларим добила је 2000. године Државну награду за спорт „Фрањо Бучар“, највише признање које Република Хрватска додељује за изузетна достигнућа и допринос од нарочитог значења за развој спорта у Републици Хрватској.